# خوان غوميز
خوان غوميز (بالإسبانية: Juan Gómez)‏ (26 يونيو 1924 غوادالاخارا المكسيك - 9 مايو 2009 المكسيك المكسيك) هو لاعب كرة قدم مكسيكي سابق كان يلعب كمهاجم، شارك في كأس العالم لكرة القدم 1954.

## روابط خارجية
- خوان غوميز على موقع الاتحاد الدولي (مؤرشف)  (الإنجليزية)
- خوان غوميز على موقع قاعدة بيانات كرة القدم.إي يو (الإنجليزية)
- خوان غوميز على موقع ناشيونال فوتبول تيمز (الإنجليزية)
- خوان غوميز على موقع Soccerway.com (الإنجليزية)
- خوان غوميز على موقع عالم كرة القدم.نت (الإنجليزية)